# Auguste Touchard
Pour les articles homonymes, voir Touchard.
Auguste Marcel Georges Touchard est  un homme politique français né le 17 juillet 1892 à Paris et mort le 28 juin 1978 à Villepinte (Seine-Saint-Denis). Membre du Parti communiste français, il a été député de la Seine.

## Biographie
Ouvrier de la compagnie du métropolitain, il se lance dans le syndicalisme dès 1911, puis après la guerre, dans les associations d'anciens combattants. 
Il adhère au PCF en 1920 et dévient député de la Seine de 1936 à 1940. Il siège à la commission de l'hygiène, à celle des pensions civiles et militaires et celle de la santé publique. Il se fait le porte-parole des anciens combattants, des mutilés et des bénéficiaires des emplois réservés.
Membre du groupe ouvrier et paysan français, il est arrêté, déchu de son mandat le 21 janvier 1940 et condamné le 3 avril 1940 par le 3e tribunal militaire de Paris à cinq ans de prison, 4 000 francs d'amende et cinq ans de privation de ses droits civils et politiques. Transféré et emprisonné en Algérie, il est libéré après le débarquement allié en Afrique du Nord en 1943.
Il est élu conseiller municipal de Paris en 1944, puis député de la Seine à la première assemblée constituante. Il est alors membre de la commission des pensions civiles et militaires et des victimes de la répression. Il exerce un second mandat de 1946 à 1951, pendant lequel il est vice-président de la commission des pensions, intervenant notamment sur la question du statut des anciens combattants.
Non réélu à la députation, il demeure conseiller municipal dans le 19e arrondissement de Paris et conserve des responsabilités au sein du Parti communiste. Par ailleurs, il est vice-président de l'Association républicaine des anciens combattants (ARAC) de 1946 à 1964, puis président honoraire jusqu’en 1972.

## Distinctions
- Médaille militaire
- Croix de guerre 1914-1918
- Chevalier de la Légion d’honneur